# Maizicourt
 Maizicourt  ist eine französische Gemeinde mit 187 Einwohnern (Stand 1. Januar 2022) im Département Somme in der Region Hauts-de-France. Sie ist Teil der Communauté de communes du Territoire Nord Picardie, gehört zum Arrondissement Amiens und zum Kanton Doullens.

## Geographie
Maizicourt liegt rund neun Kilometer nordwestlich von Bernaville und fünf Kilometer südlich von Auxi-le-Château am Nordrand des Départements Somme.

## Geschichte
Der Ort wurde in einem Kartular im Jahr 1123 als Maisilcourt erstmals genannt. 1420 gehörte der Ort zum Teil einer Jeanne d'Occoches.

## Einwohner
| 1962 | 1968 | 1975 | 1982 | 1990 | 1999 | 2006 | 2011 |
| ---- | ---- | ---- | ---- | ---- | ---- | ---- | ---- |
| 242  | 243  | 266  | 236  | 189  | 171  | 173  | 190  |

## Verwaltung
Bürgermeister (maire) ist seit 2008 Emmanuel Lardé.

## Sehenswürdigkeiten

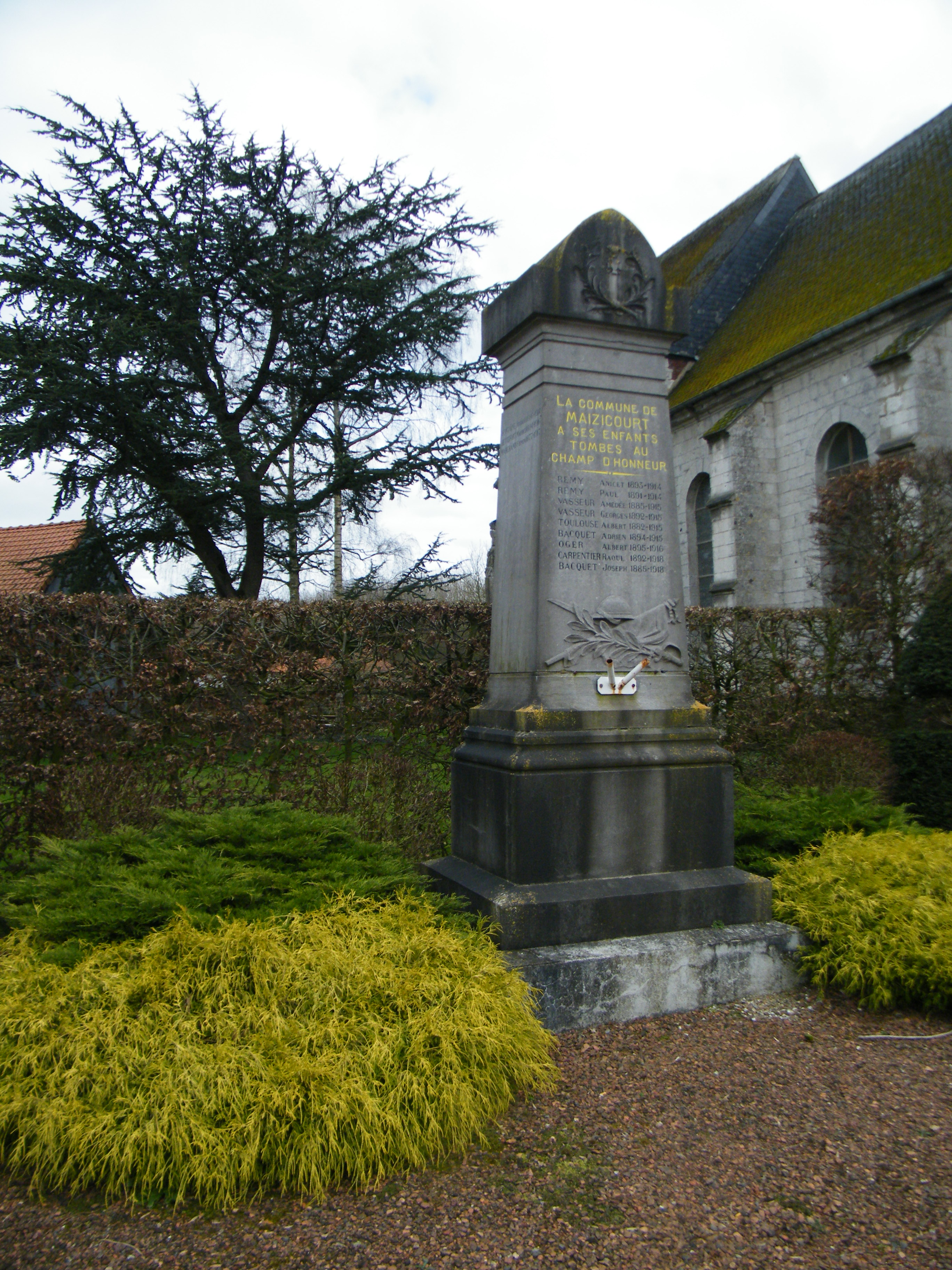
Kriegerdenkmal

- Kirche Notre-Dame-de'l-Assomption (Mariä Himmelfahrt) aus dem 16. Jahrhundert
- Kriegerdenkmal
- Schloss und Gärten von Maizicourt: das Schloss auf U-förmigem Grundriss wurde im 18. Jahrhundert errichtet; die verfallene Gartenanlage wurde seit 1989 von den neuen Eigentümern mit neun thematischen Teilen für die Öffentlichkeit hergerichtet